# Федурново (Владимирская область)
Феду́рново — деревня в Собинском районе Владимирской области России, входит в состав Асерховского сельского поселения.

## География
Деревня расположена в 9 км на северо-восток от центра поселения посёлка Асерхово, в 19 км на восток от райцентра Собинки.

## История
В конце XIX — начале XX века деревня входила в состав Подольской волости Владимирского уезда. В 1859 году в деревне числилось 17 дворов, в 1905 году — 32 двора, в 1926 году — 31 хозяйство.
С 1929 года деревня входила с состав Улыбышевского сельсовета Владимирского района, с 1931 года — в составе Кадыевского сельсовета Собинского района, с 1965 года — в составе Вышмановского сельсовета, с 2005 года входит в состав Асерховского сельского поселения.

## Население
| 1859 | 1905 | 1926 | 2002 | 2010 | 2021 |
| ---- | ---- | ---- | ---- | ---- | ---- |
| 111  | ↗176 | ↘111 | ↘7   | ↗17  | ↗25  |